# Satz von Routh
Der Satz von Routh, benannt nach Edward Routh, ist ein mathematischer Satz zur Geometrie des Dreiecks. Er macht folgende Aussage über den Flächeninhalt von Dreiecken (siehe Grafik).

## Formulierung
ABC sei ein Dreieck mit Flächeninhalt {\displaystyle A_{ABC}} (äußeres Dreieck in der Grafik). Ferner seien F, D und E Punkte auf den Seiten [AB], [BC] bzw. [AC]. Die Teilverhältnisse seien:
{\displaystyle {\overline {AF}}/{\overline {BF}}=r}
{\displaystyle {\overline {BD}}/{\overline {CD}}=s}
{\displaystyle {\overline {CE}}/{\overline {AE}}=t}
Mit I, G und H seien die Schnittpunkte von AD und CF, AD und BE bzw. BE und CF bezeichnet.
Dann gilt für den Flächeninhalt von Dreieck GHI (inneres Dreieck in der Grafik):
{\displaystyle A_{GHI}={\frac {(rst-1)^{2}}{(st+s+1)(rt+t+1)(rs+r+1)}}A_{ABC}.}

## Spezialfälle

### Satz von Ceva
Der Satz von Ceva kann als Spezialfall des Satzes von Routh aufgefasst werden. Schneiden sich nämlich die Transversalen {\displaystyle [AD]}, {\displaystyle [BE]} und {\displaystyle [CF]} in einem Punkt, so ist der Flächeninhalt des Dreiecks {\displaystyle GHI} gleich 0. Daraus kann {\displaystyle rst=1} gefolgert werden, also die Aussage des Satzes von Ceva.

### Siebtelung eines Dreiecks

Hilfsfigur zum Zerlegungsbeweis

Teilt man jede Seite eines Dreiecks im Verhältnis 2 : 1 und verbindet die Teilungspunkte mit den jeweils gegenüberliegenden Ecken, so begrenzen die Verbindungsstrecken ein Dreieck (braun), dessen Flächenmaßzahl ein Siebtel der Flächenmaßzahl des Ausgangsdreiecks beträgt (Spezialfall für {\displaystyle r=s=t=2}).

Schritt 1
Schritt 2
Schritt 3
Schritt 4

Beweisvariante mittels Zerlegung in 49 Teildreiecke:
Das Ausgangsdreieck lässt sich in 49 graue Teildrecke zerlegen, die nach dem Strahlensatz paarweise kongruent zueinander sind. Die drei grün umrandeten Parallelogramme setzen sich aus je vier grauen Teildreiecken zusammen, von denen flächenmäßig jeweils zwei im Innern des rot umrandeten Dreiecks liegen. Demnach liegen flächenmäßig sechs graue Dreiecke zuzüglich des mittleren grauen Dreiecks innerhalb des rot umrandeten Dreiecks. Somit ist dieses flächengleich zu sieben von insgesamt 49 grauen Dreiecken, was {\displaystyle {\tfrac {1}{7}}} des Flächeninhalts des Ausgangsdreiecks entspricht (siehe Hilfsfigur).